# 차크리
차크리(월로프어: cakri. 프랑스어: thiakry, 영어: chakery) 또는 차키리(만딩카어: caakiri)는 서아프리카의 후식이다. 뜨거운 물을 부어 익힌 진주조 쿠스쿠스를 식힌 다음, 발효유, 크림, 연유, 설탕, 버터 등과 섞어 만든다. 바닐라 추출액과 육두구가루로 향미를 내기도 하며, 건포도나 코코넛 플레이크를 넣기도 한다.

## 같이 보기
- 라이스 푸딩
- 포리지